# Mil Mi-6

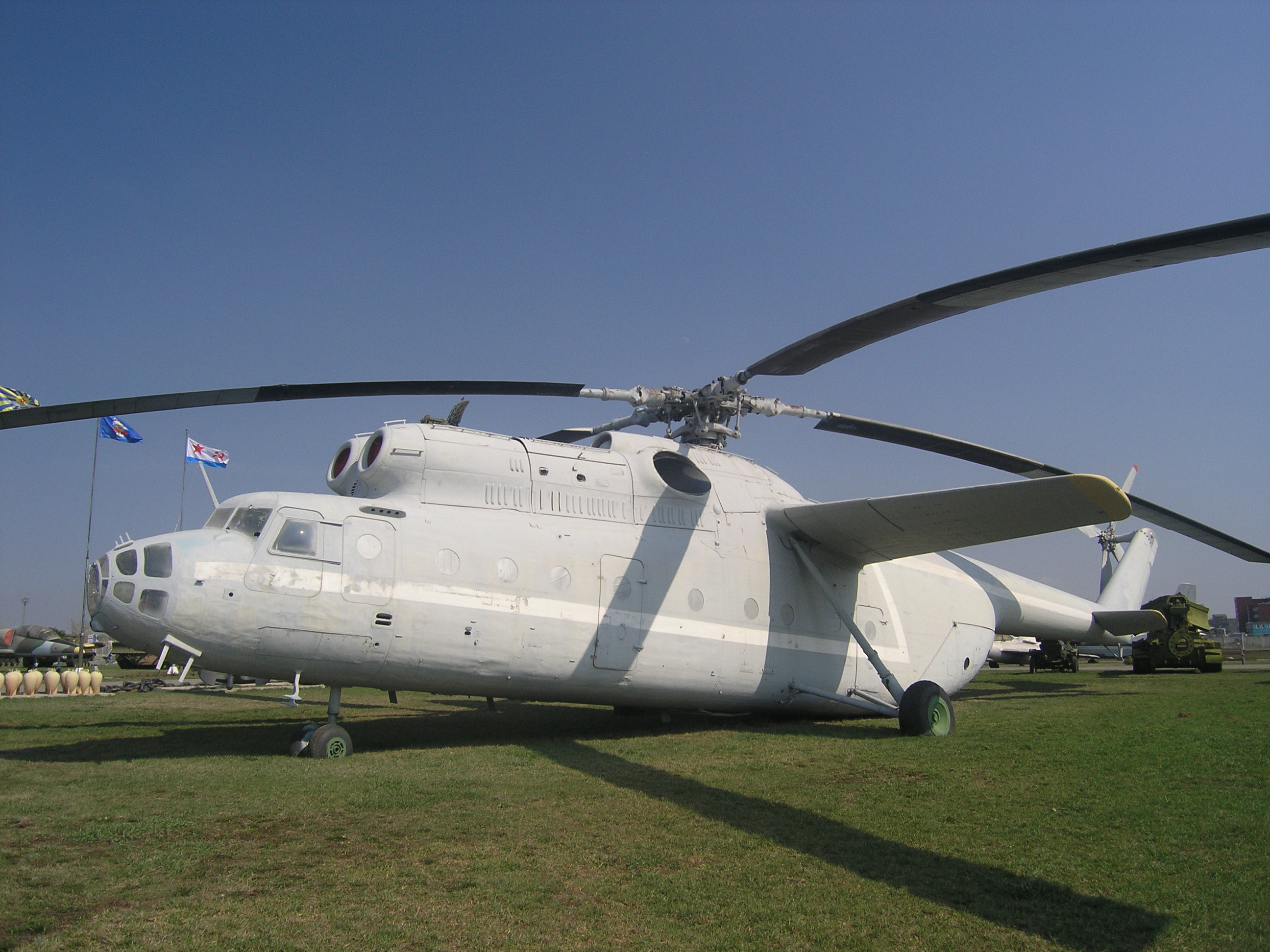
Mil Mi-6 al museo di Togliatti.

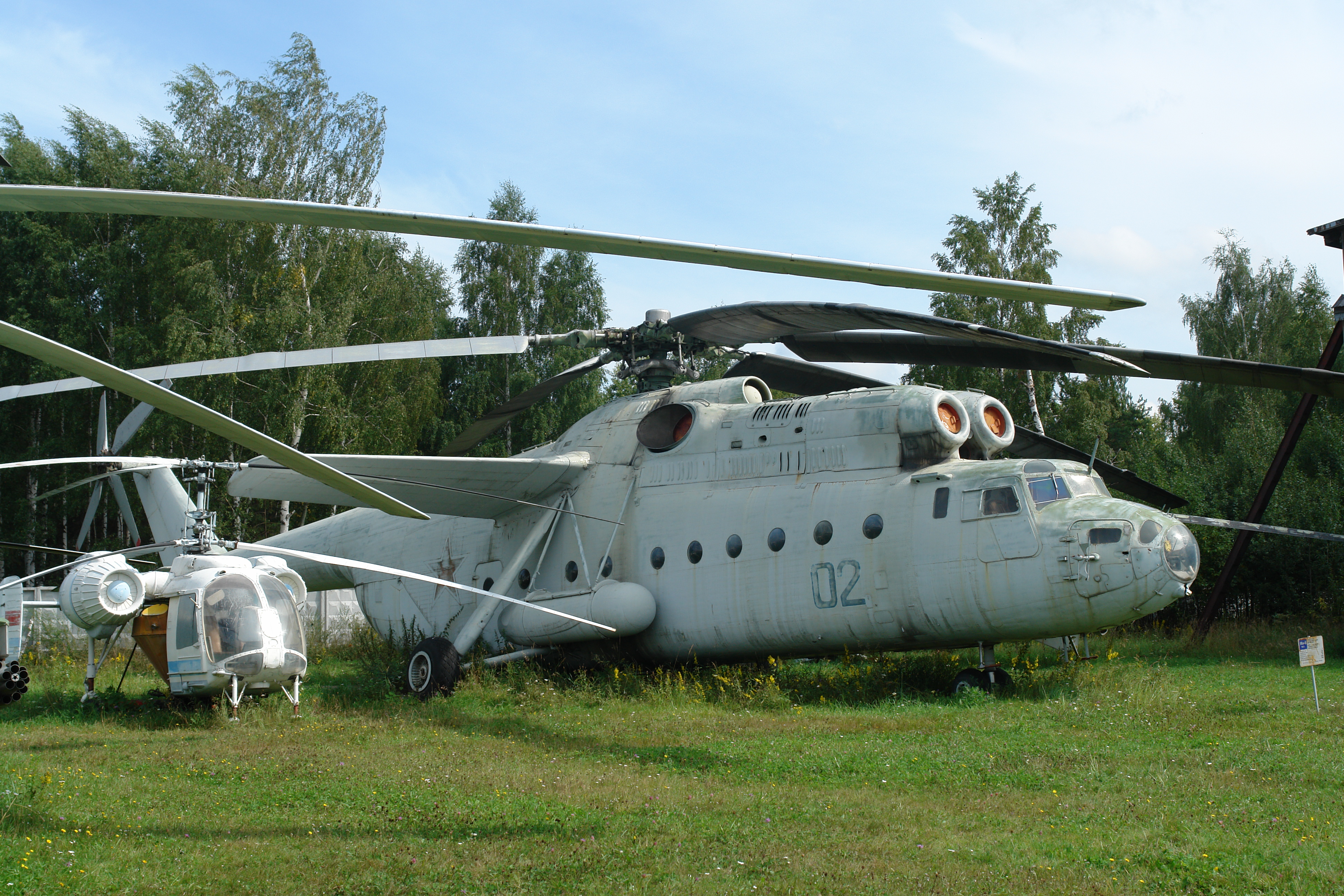
Mil Mi-6 in esposizione al Museo centrale delle aeronautiche militari di Monino, Mosca.

Il Mil Mi-6 (in cirillico Миль Ми-6, nome in codice NATO Hook - gancio, ma anche rubare) è un elicottero da trasporto biturbina con rotore a cinque pale, progettato dall'OKB diretto da Michail Leont'evič Mil' e sviluppato in Unione Sovietica alla fine degli anni cinquanta. Fu prodotto in grande numero e utilizzato sia per impieghi civili che militari.

## Storia

### Sviluppo
Il programma del Mi-6 fu avviato negli anni tra il 1954 e il 1956. Il requisito costrinse i progettisti alla ricerca di soluzioni per problemi molto complessi, in quanto il progetto richiedeva la costruzione dell'elicottero di gran lunga più grande dell'epoca. La trasmissione da installare era enorme e risultò più pesante dei motori. Le soluzioni tecnologiche adottate per la realizzazione della trasmissione, dei componenti dinamici dei motori, dei rotori e delle aste di comando, sono considerate tuttora all'avanguardia.
Il prototipo volò per la prima volta nel settembre del 1957. il Mi-6 risultò il più grande elicottero del mondo, con una capacità di carico massimo di 12 000 kg, ed era anche il più veloce, con una velocità di 300 km/h.
Per diminuire le sollecitazioni sulla trasmissione durante il volo a velocità di crociera, venne adottata una configurazione con due alette laterali e già nelle fasi iniziali del programma, il modello conseguì diversi record mondiali, tra cui quello di velocità su circuito, con una velocità di 340 km/h.

### Impiego operativo
Nel anni tra il 1959 e il 1972 vennero prodotti almeno 500 elicotteri che furono impiegati nelle configurazioni trasporto, multiruolo, lotta aerea antincendio e gru volante. Le ultime due varianti non hanno le ali laterali che, fornendo portanza durante il volo orizzontale, consentono di raggiungere velocità massime più alte.
Il carrello d'atterraggio con ruote gemellate del naso e quello principale centrale, non sono retrattili.
Normalmente viene impiegato un equipaggio di non meno di cinque membri. Il Mi-6 è in grado di trasportare 65 soldati armati o può portare alternativamente 41 barelle con lo spazio per due operatori sanitari, oppure una lunga lista di carichi pesanti, incluso veicoli caricati attraverso le porte posteriori a conchiglia. Questi elicotteri si sono dimostrati in grado di trasportare molti tipi di sistemi d'arma, quali i lanciatori su carri leggeri PT-76 per i razzi "FROG 2", grossi radar e pezzi di artiglieria pesante. Ogni veicolo trasporto truppe, auto blindata e MICV leggero (mechanised infantry combat vehicles) sovietico, poteva essere imbarcato sul Mi-6.
Il Mi-6 venne sostituito poi dai Mi-26.
Una versione derivata è la "gru volante" Mil Mi-10 "Harke", con fusoliera ridotta ed un alto carrello, in grado di trasportare al gancio baricentrico grandi carichi utili.

#### Impiego su Černobyl'
Il Mi-6 fu utilizzato in diversi esemplari per le operazioni di soccorso e contenimento durante il disastro di Černobyl'. Gli elicotteri contaminati furono poi abbandonati sul posto dopo la rimozione dei motori e di altre parti. Attualmente le carcasse nella zona di alienazione, assieme a quelle di centinaia di altri mezzi militari, dalle immagini satellitari risultano non più presenti.

## Utilizzatori

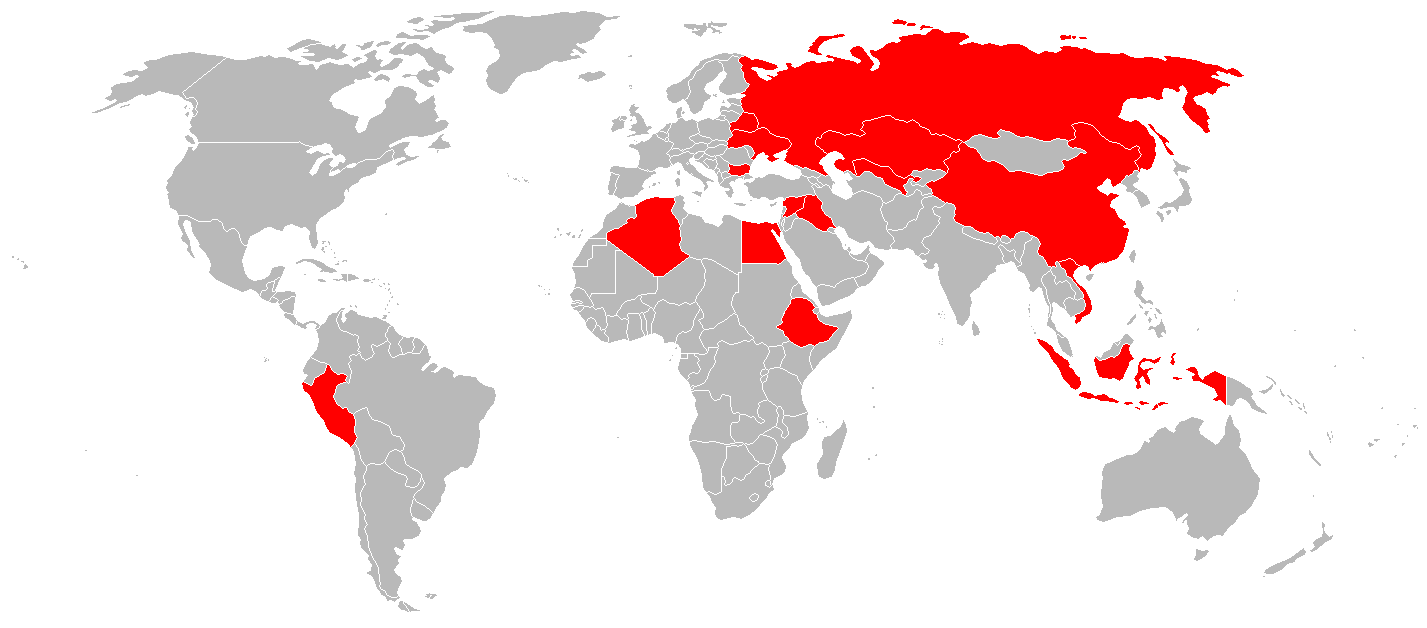
Nazioni che operano con il Mi-6.

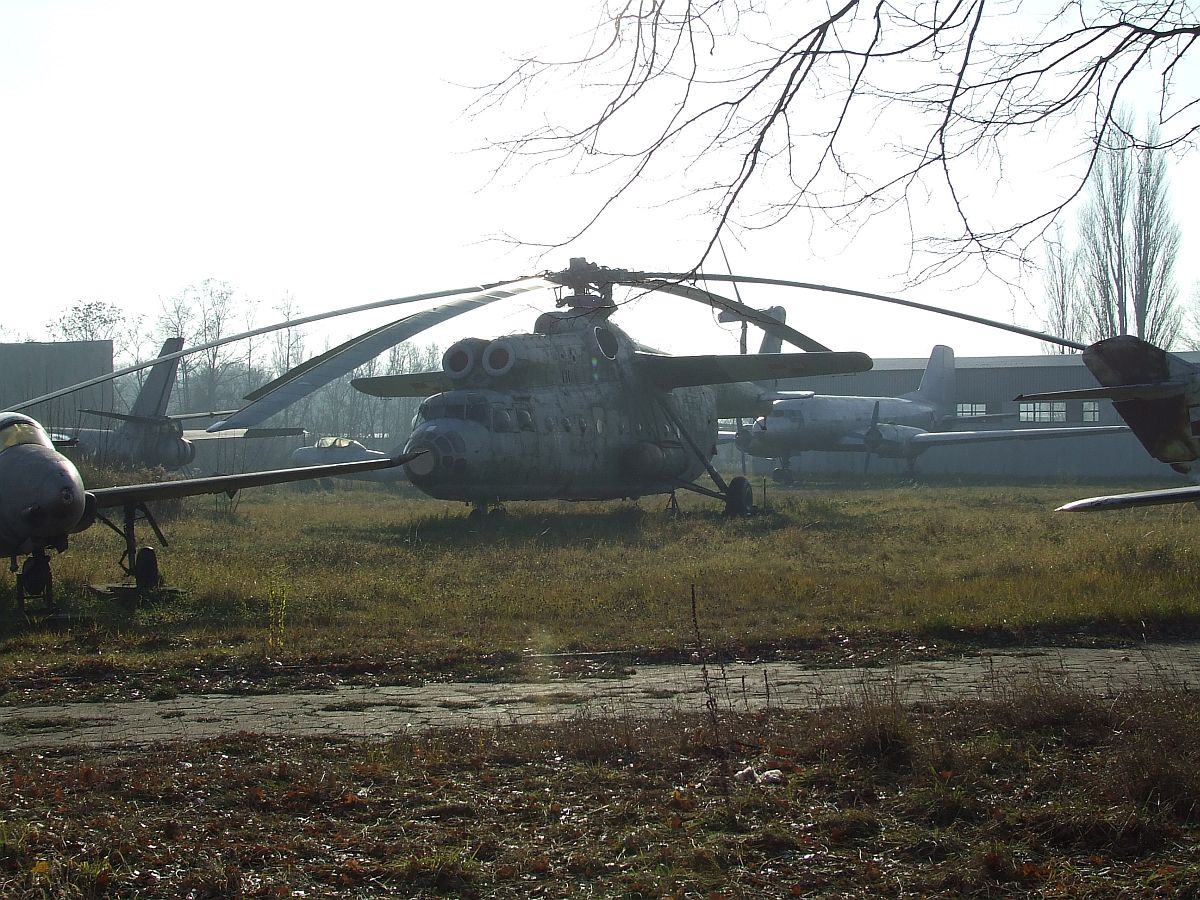
Un Mi-6 polacco esposto all'aeroporto di Lublinek vicino a Łódź.

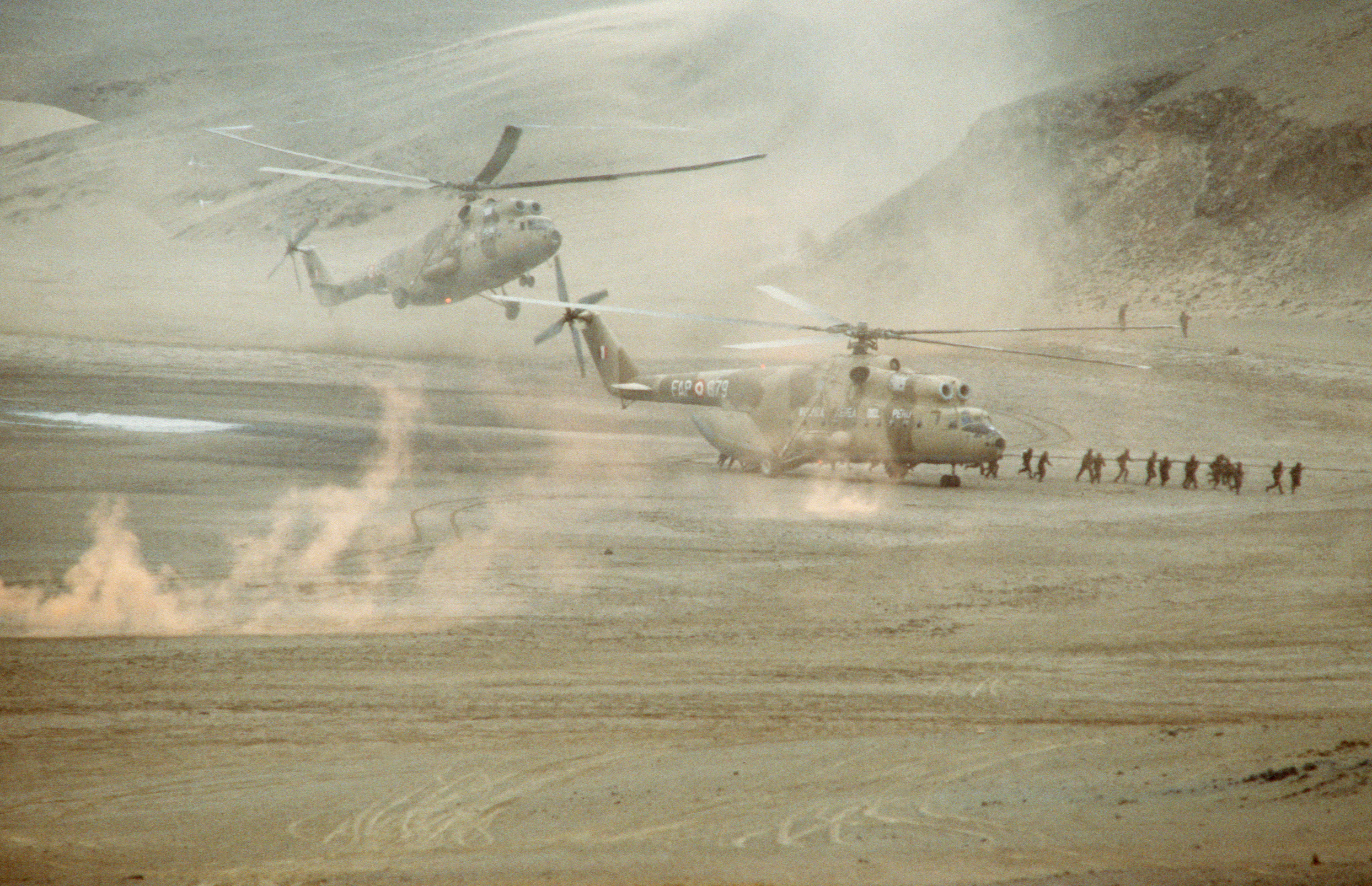
Due Mi-6 della Fuerza Aérea del Perú durante esercitazioni.

### Militari
Algeria
Al-Quwwat al-Jawwiyya al-Jaza'iriyya
 Bielorussia
- Voenno-vozdušnye sily i vojska protivovozdušnoj oborony

11 Mi-6 ex sovietici ricevuti a partire dal 1992, tutti ritirati.
 Bulgaria
- Bălgarski Voenno văzdušny sily

 Cina
- Zhongguo Renmin Jiefangjun Kongjun

 Corea del Nord
- Chosŏn Inmin Kun Konggun

4 consegnati e tutti in servizio al novembre 2018.
 Egitto
- Al-Quwwat al-Jawwiya al-Misriyya

 Etiopia
- Ye Ithopya Ayer Hayl

 Indonesia
- Tentara Nasional Indonesia Angkatan Udara

 Iraq
- Al-Quwwat al-Jawwiyya al-'Iraqiyya

 Kazakistan
- Sil Vozdushnoy Oborony Respubliki Kazakhstan

 Perù
- Fuerza Aérea del Perú

 Polonia
- Siły Powietrzne

 Russia
- Voenno-vozdušnye sily Rossijskoj Federacii
- Russian Army
- Aviacija Voenno-Morskogo Flota

 Unione Sovietica
- Sovetskie Voenno-vozdušnye sily
- Raboče-Krest'janskaja Krasnaja Armija
- Aviacija Voenno-Morskogo Flota. Passed on to successor states.

 Siria
- Al-Quwwat al-Jawwiyya al-'Arabiyya al-Suriyya

 Ucraina
- Viys'kovo-Povitriani Syly Ukrayiny

 Uzbekistan
- Uzbek Air and Air Defense Force

 Vietnam
- Không Quân Nhân Dân Việt Nam

### Civili
Polonia
- Instal

operò con 3 Mi-6A.
 Unione Sovietica
- Aeroflot